# 戴维·珀尔曼
戴维·珀尔曼（英語：David Perlman，1918年12月30日—2020年6月19日），美国科学记者，《旧金山纪事报》编辑。 

## 生平
1918年生于马里兰州巴爾的摩，在曼哈頓上西城长大。毕业于哥倫比亞學院，曾在《哥伦比亚每日观察家》学生周报工作。1940年毕业于哥伦比亚大学新闻学院研究生院。
1940年进入《旧金山纪事报》工作，担任记者。在一次滑雪摔倒后的疗养时期，他阅读了大量的天文学文章，1957年开始从事科学新闻报道工作。他于2017年8月正式退休，成为《旧金山纪事报》名誉编辑。2017年，他在接受美国传媒教育机构波因特学院采访时表示，媒体减少对科学的报道是“骇人听闻”的，这样会极大地“毁掉一代人的思考和理解能力”。
2000年，美國地球物理聯盟设立了“戴维·珀尔曼优秀科学新闻报道奖”，以表彰他对科学新闻的长期贡献。曾任全国科学作家协会主席、科学写作促进委员会主席等领导职务。是加利福尼亚州科学院成员。他曾获得美國科學促進會、美国职业新闻工作者协会、美国化学学会、美國地球物理聯盟、美國地質調查局颁发的新闻报道奖。
2020年6月19日逝世，终年101岁。